# Jokin Esparza
Jokin Arcaya Esparza (Pamplona, 15 giugno 1988) è un ex calciatore spagnolo, di ruolo centrocampista.

## Carriera

### Club
Ha giocato nella seconda divisione spagnola e nella prima divisione dei campionati spagnolo e greco.